# 룸13
《룸13》(영어: The Bag Man 혹은 영어: Motel, 영어: The Carrier)은 2014년 공개된 미국의 네오누아르 범죄 스릴러 영화이다.

## 줄거리
폭력배 로버트 드래그나는 살인 전문가 잭에게 가방 하나를 자신에게 배달해달라고 의뢰한다. 조건은 잭 본인을 포함하여 그 누구도 가방 안의 내용물을 보지 못하게 해야 한다는 것이다.
가방을 수령한 잭은 로버트와 만나기로 한 모텔에서 다른 방들과 연결이 되어있지 않은 13호 방에 머문다. 이후 잭은 여러 다양한 사람들을 죽여가며 가방의 비밀을 사수하는데...

## 출연
- 존 큐색 - 잭 역
- 헤베카 다코스타 - 리브카 역
- 로버트 드니로 - 로버트 드래그나 역
- 크리스핀 글러버 - 네드 스텐슨 역
- 도미닉 퍼셀 - 라슨 보안관 역
- 스티키 핑거즈 - 리저드 역
- 마틴 클레바 - 과노 역
- 시오더스 크레인 - 구스 역
- 데이비드 셤브리스 - 파이크 역
- 마이크 메이홀 - 존스 보안관보 역
- 대니 코즈모 - 비숍 역

## 기타 제작진
- 라인 제작: 셔렐 조지
- 협력 제작: 데이비드 딜리버토
- 배역: 딘 E. 프롱크, 도널드 폴 펨릭
- 미술: J. 데니스 워싱턴
- 세트: 신시아 앤 슬래터
- 분장: 스콧 허시, 내털리 우드
- 분장팀: 마커스 곤잘레스, 잭 러자로, 마이클 머리노, 토머스 터하
- 제작 관리: 워런 오스터가드
- 조감독: 앤 C. 솔저
- 음향 감독: 조엘 도허티
- 특수 효과: 피터 체즈니